# Deutsche Schwimmmeisterschaften 1942
Die 57. Deutschen Meisterschaften im Schwimmen fanden im Jahr 1942 statt.
| Disziplin       | Männer                | Männer    | Männer | Frauen            | Frauen           | Frauen |
| Disziplin       | Name                  | Verein    | Zeit   | Name              | Verein           | Zeit   |
| --------------- | --------------------- | --------- | ------ | ----------------- | ---------------- | ------ |
| 100 m Freistil  | Ulrich Schröder       | SSF Bonn  |        | Ursula Pollack    | Spandau 04       |        |
| 200 m Freistil  | Ulrich Schröder       | SSF Bonn  |        |                   |                  |        |
| 400 m Freistil  | Heinz-Günther Lehmann | SV Zeitz  |        | Vera Schäferkordt | SC Düsseldorf 98 |        |
| 1500 m Freistil | Heinz-Günther Lehmann | SV Zeitz  |        |                   |                  |        |
| 200 m Brust     | Erwin Temke           | Berlin 78 |        | Inge Schmidt      | Eimsbütteler TV  |        |
| 100 m Rücken    | Ulrich Schröder       | SSF Bonn  |        | Liesl Weber       | SV Bayreuth      |        |